# Mellon Collie and the Infinite Sadness
Mellon Collie and the Infinite Sadness — третій студійний альбом американського альтернативного рок-гурту The Smashing Pumpkins, виданий 24 жовтня 1995 року, лейблом Virgin Records.

## Історія створення
Після 13-місячного туру на підтримку другого альбому гурту, Siamese Dream (1993), Біллі Корган відразу ж почав писати пісні для наступної платівки. З самого початку музиканти задумали випустити новий матеріал як подвійний альбом, почасти, надихаючись The Beatles. Корган пояснював: «Раніше, у нас майже вистачило матеріалу, щоб зробити Siamese Dream подвійним альбом, але не зрослося. Працюючи над новою платівкою, мені дуже сподобалася ідея, що ми створимо більш масштабне полотно, в яке увійдуть інші види матеріалу, складені нами». Корган відчував, що в музичному плані гурт «рухається своїм курсом» і хотів щоб музиканти записали платівку з такою самовіддачею, як-ніби це був їхній останній диск. У той період, Корган описував альбом словами: «Це The Wall для Покоління X», порівнюючи своє творіння з роботою гурту Pink Floyd, одним з найвідоміших і продаваних концептуальних альбомів усіх часів.

## Список композицій

### Компакт диск /касетна версія
| No.                  | Назва                                    | Автор                | Тривалість |
| -------------------- | ---------------------------------------- | -------------------- | ---------- |
| 1.                   | "Mellon Collie and the Infinite Sadness" |                      | 2:52       |
| 2.                   | "Tonight, Tonight"                       |                      | 4:14       |
| 3.                   | "Jellybelly"                             |                      | 3:01       |
| 4.                   | "Zero"                                   |                      | 2:41       |
| 5.                   | "Here Is No Why"                         |                      | 3:45       |
| 6.                   | "Bullet with Butterfly Wings"            |                      | 4:18       |
| 7.                   | "To Forgive"                             |                      | 4:17       |
| 8.                   | "Fuck You (An Ode to No One)"            |                      | 4:51       |
| 9.                   | "Love"                                   |                      | 4:21       |
| 10.                  | "Cupid de Locke"                         |                      | 2:50       |
| 11.                  | "Galapogos"                              |                      | 4:47       |
| 12.                  | "Muzzle"                                 |                      | 3:44       |
| 13.                  | "Porcelina of the Vast Oceans"           |                      | 9:21       |
| 14.                  | "Take Me Down"                           | Іга                  | 2:52       |
| Загальна тривалість: | Загальна тривалість:                     | Загальна тривалість: | 57:54      |

- Трек 8 позначений просто "An Ode to No One" на оригінальних виданнях на перевиданнях.

| No.                  | Назва                       | Автор                | Тривалість |
| -------------------- | --------------------------- | -------------------- | ---------- |
| 1.                   | "Where Boys Fear to Tread"  |                      | 4:22       |
| 2.                   | "Bodies"                    |                      | 4:12       |
| 3.                   | "Thirty-Three"              |                      | 4:10       |
| 4.                   | "In the Arms of Sleep"      |                      | 4:12       |
| 5.                   | "1979"                      |                      | 4:25       |
| 6.                   | "Tales of a Scorched Earth" |                      | 3:46       |
| 7.                   | "Thru the Eyes of Ruby"     |                      | 7:38       |
| 8.                   | "Stumbleine"                |                      | 2:54       |
| 9.                   | "X.Y.U."                    |                      | 7:07       |
| 10.                  | "We Only Come Out at Night" |                      | 4:05       |
| 11.                  | "Beautiful"                 |                      | 4:18       |
| 12.                  | "Lily (My One and Only)"    |                      | 3:31       |
| 13.                  | "By Starlight"              |                      | 4:48       |
| 14.                  | "Farewell and Goodnight"    | Іга                  | 4:22       |
| Загальна тривалість: | Загальна тривалість:        | Загальна тривалість: | 63:50      |

### Вініл
| No.                  | Назва                                    | Автор                | Тривалість |
| -------------------- | ---------------------------------------- | -------------------- | ---------- |
| 1.                   | "Mellon Collie and the Infinite Sadness" |                      | 2:52       |
| 2.                   | "Tonight, Tonight"                       |                      | 4:14       |
| 3.                   | "Thirty-Three"                           |                      | 4:10       |
| 4.                   | "In the Arms of Sleep"                   |                      | 4:12       |
| 5.                   | "Take Me Down"                           | Іга                  | 2:52       |
| Загальна тривалість: | Загальна тривалість:                     | Загальна тривалість: | 18:20      |

| No.                  | Назва                          | Тривалість |
| -------------------- | ------------------------------ | ---------- |
| 1.                   | "Jellybelly"                   | 3:01       |
| 2.                   | "Bodies"                       | 4:12       |
| 3.                   | "To Forgive"                   | 4:17       |
| 4.                   | "Here Is No Why"               | 3:45       |
| 5.                   | "Porcelina of the Vast Oceans" | 9:21       |
| Загальна тривалість: | Загальна тривалість:           | 24:36      |

| No.                  | Назва                         | Тривалість |
| -------------------- | ----------------------------- | ---------- |
| 1.                   | "Bullet with Butterfly Wings" | 4:18       |
| 2.                   | "Thru the Eyes of Ruby"       | 7:38       |
| 3.                   | "Muzzle"                      | 3:44       |
| 4.                   | "Galapogos"                   | 4:47       |
| 5.                   | "Tales of a Scorched Earth"   | 3:46       |
| Загальна тривалість: | Загальна тривалість:          | 24:13      |

| No.                  | Назва                       | Тривалість |
| -------------------- | --------------------------- | ---------- |
| 1.                   | "1979"                      | 4:25       |
| 2.                   | "Beautiful"                 | 4:18       |
| 3.                   | "Cupid de Locke"            | 2:50       |
| 4.                   | "By Starlight"              | 4:48       |
| 5.                   | "We Only Come Out at Night" | 4:05       |
| Загальна тривалість: | Загальна тривалість:        | 20:26      |

| No.                  | Назва                         | Тривалість |
| -------------------- | ----------------------------- | ---------- |
| 1.                   | "Where Boys Fear to Tread"    | 4:22       |
| 2.                   | "Zero"                        | 2:41       |
| 3.                   | "Fuck You (An Ode to No One)" | 4:51       |
| 4.                   | "Love"                        | 4:21       |
| 5.                   | "X.Y.U."                      | 7:07       |
| Загальна тривалість: | Загальна тривалість:          | 23:22      |

| No.                  | Назва                    | Автор                | Тривалість |
| -------------------- | ------------------------ | -------------------- | ---------- |
| 1.                   | "Stumbleine"             |                      | 2:54       |
| 2.                   | "Lily (My One and Only)" |                      | 3:31       |
| 3.                   | "Tonite Reprise"         |                      | 2:40       |
| 4.                   | "Farewell and Goodnight" | Іга                  | 4:22       |
| 5.                   | "Infinite Sadness"       |                      | 3:47       |
| Загальна тривалість: | Загальна тривалість:     | Загальна тривалість: | 17:14      |

## Позиції в чартах і сертифікації

### Позиції в чартах
| Чарт            | Позиція |
| --------------- | ------- |
| Австралія       | 1       |
| Австрія         | 36      |
| Бельгія         | 2       |
| Велика Британія | '       |
| Данія           | '       |
| Європа          | 4       |
| Ірландія        | 3       |
| Іспанія         | 8       |
| Італія          | '       |
| Канада          | '       |
| Нідерланди      | 6       |
| Німеччина       | 21      |
| Нова Зеландія   | 1       |
| Норвегія        | 7       |
| Португалія      | 5       |
| США             | 1       |
| Фінляндія       | 14      |
| Франція         | 6       |
| Швейцарія       | 27      |
| Швеція          | 1       |
| Японія          | '       |